# Chollima
Chollima[uttal saknas], bokstavligen "tusenmilahästen", är en bevingad häst i östasiatisk mytologi som sades vara för snabb för att kunna ridas av vanliga dödliga.
I Sun Zis klassiska verk Krigskonsten är "tusen kinesiska mil" en metafor lång sträcka som stridshästar kan tvingas tillryggalägga.
Inspirerad av det Stora språnget (1958–1962) i Kina lanserade den nordkoreanske diktatorn Kim Il-sung våren 1958  Chollima som en symbol för en liknande kampanj för att industrialisera landet och kollektivisera genom massmobilisering. För att se till att "Chollimarörelsen" inte skulle framstå som en kopia av kinesiska motpart lät den nordkoreanska propagandan kampanjen börja retroaktivt i december 1956, då Kim presenterade de första femårsplanen på ett möte med centralkommittén i Koreas arbetarparti. Som ett led i propagandakampanjen kungjorde också Kim Il-sung att landets författare skulle producera 552 prosaverk inom ramen för femårsplanen.
Chollima har också fått ge namnet på en av linjerna i Pyongyangs tunnelbana.